# Lébou
Die Lébou sind eine ethnische Gruppe in Senegal. Ihre traditionelle Sprache ist ein besonderer Wolof-Dialekt.

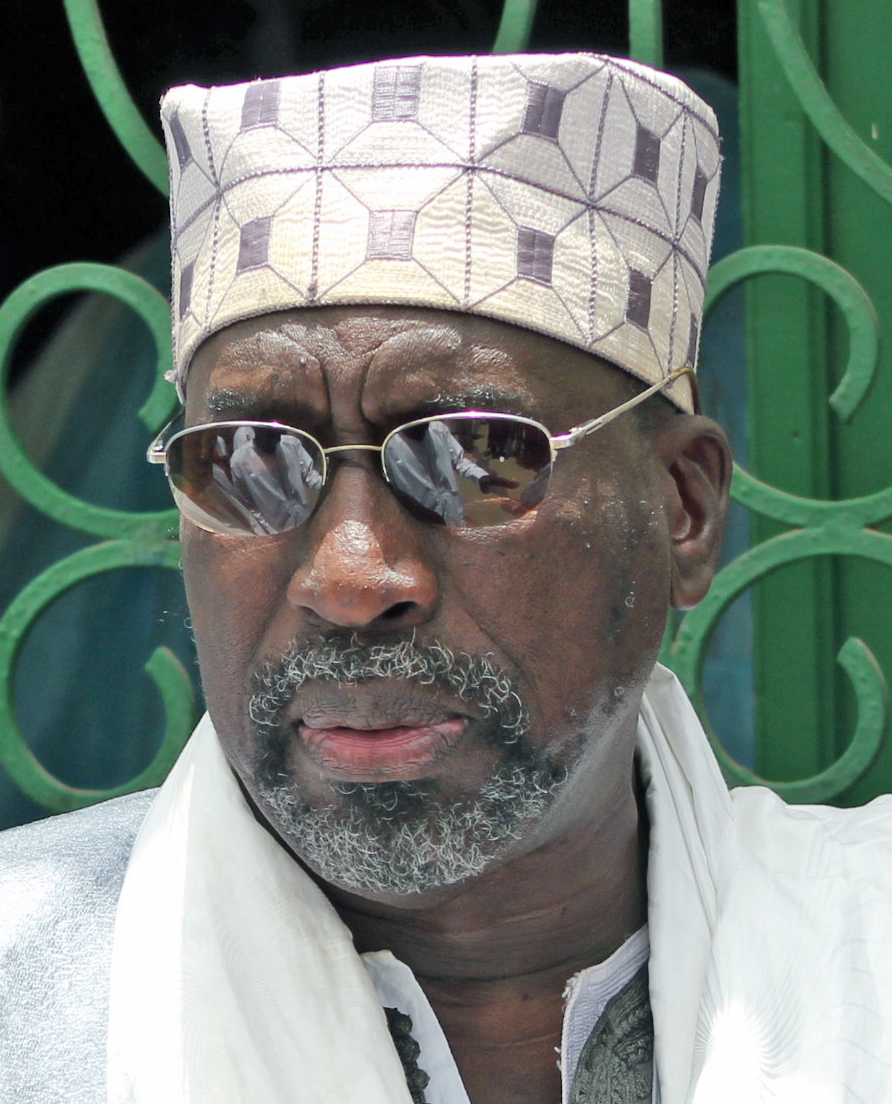
Abdoulaye Makhtar Diop, als Grand Serigne de Dakar Oberhaupt der Lébou

Zur Zeit der Ankunft der ersten Europäer um 1500 hatten die Lébou das Siedlungsgebiet der Wolof gerade verlassen und die Cap-Vert-Halbinsel besiedelt. Bei ihrer Ankunft fanden sie die Gegend von Mandinka bevölkert, mit denen sie etwa 50 Jahre lang friedlich zusammenlebten, bevor Streit ausbrach und diese alteingesessenen Bewohner nach Süden verdrängt wurden.
Im historischen Kern sind die Stadtbezirke Yoff, Ngor und Ouakam aus von den Lébou gegründeten Fischerdörfern hervorgegangen. Und im Gebiet des heutigen Stadtzentrums von Dakar, in den Bezirken Dakar Plateau und Médina, gründeten die Zuwanderer zwölf Dörfer, die sich jeweils um markante Bäume herum als Dorfmittelpunkt gruppierten.
Als Frankreich seine Kolonialherrschaft über Französisch-Westafrika aufbaute und die rasch wachsende Stadt Dakar gründete, wurden die Lébou schließlich aus sechs ihrer Dörfer im Stadtzentrum verdrängt. Den Anlass für eine planmäßige Umsiedlung zum Schutz der europäischen Siedler bot eine Pestepidemie irgendwo im Land im Jahr 1914. Damals wurde der Stadtteil Médina als urbanes Zentrum der einheimischen Bevölkerung errichtet, das einen gebäudefreien Sicherheitsabstand zu dem französisch dominierten Dakar einzuhalten hatte.
Wenn auch die Lébou fast ausnahmslos den Islam angenommen haben, so praktizieren sie doch nach wie vor eine Reihe traditioneller Riten und verehren einen Kultplatz auf den der Westküste vorgelagerten Îles de la Madeleine. Die Lébou bilden eine traditionelle Gemeinschaft (communauté), deren Oberhaupt seit 1795 den Titel Grand Serigne de Dakar trägt. Seit 2013 wird diese Position bekleidet von Abdoulaye Makhtar Diop.